# یایچی (عجب‌شیر)
یایچی، روستایی از توابع دهستان کوهستان بخش قلعه‌چای شهرستان عجب‌شیر در استان آذربایجان شرقی ایران است.
و از شغل مردم این روستا بگم.دامداری،قالیبافی..
و اکثراً مردم این روستا چوپانی می کنند

## جمعیت
این روستا در دهستان کوهستان قرار دارد و براساس سرشماری مرکز آمار ایران در سال ۱۳۸۵، جمعیت آن ۱٬۱۱۴ نفر (۲۶۴خانوار) بوده‌است.